# Baron Macdonald of Earnscliffe

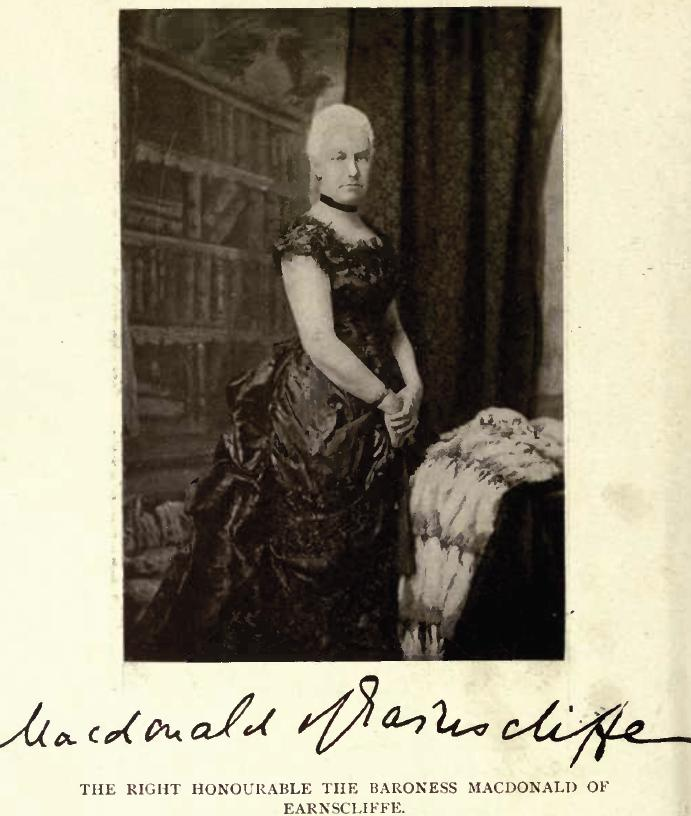
Agnes Macdonald, 1. Baroness Macdonald of Earnscliffe

Baron Macdonald of Earnscliffe, in the Province of Ontario and Dominion of Canada, war ein erblicher britischer Adelstitel in der Peerage of the United Kingdom.
Der Titel wurde am 14. August 1949 für Susan Agnes, Lady Macdonald (geborene Bernard), die Witwe des kurz zuvor verstorbenen ersten Premierministers von Kanada, Sir John Alexander Macdonald (1815–1891), geschaffen. Da sie keine Söhne hinterließ, erlosch der Titel bei ihrem Tod am 5. September 1920.

## Liste der Barone Macdonald of Earnscliffe (1891)
- Agnes Macdonald, 1. Baroness Macdonald of Earnscliffe (1836–1920)